# Ангальтське князівство
Ангальтське князівство (нім. Fürstentum Anhalt) — історичне князівство на території сучасної Німеччини у складі Священної Римської імперії, що виникло в XI—XII століттях під владою Асканіїв і існувало протягом Високого середньовіччя до Раннього нового часу. Ангальт кілька разів поділявся між різними лініями династії до розпаду імперії в 1806 році, коли Наполеон підняв статус князвств Ангальт-Бернбург, Ангальт-Дессау та Ангальт-Кетен до герцогств.
Свою назву князівство отримало на честь фортеці Асканіїв «Ангальт» недалеко від Гарцгероде. Водночас назва роду сходить своїм корінням до латинського імені їх резиденції в Ашерслебені (лат. Ascaria).

## Історія
Територія Ангальтського князівства була відокремлена від німецького Саксонського герцогства в 1212 році та надана графу Генріху I з роду Асканіїв. В 1218 році Генріх I був підвищений до рангу князя Священної Римської імперії і Агальтське графство стало Агальтським князівством. 
За відсутності прімогенітури держава неодноразово розпадалася в результаті спадкових поділів на кілька дрібніших князівств, зокрема Ангальт-Ашерслебен, Ангальт-Бернбург, Ангальт-Дессау, Ангальт-Кетен, Ангальт-Цербст тощо. Єдине Ангальтське князівство було відновлене в 1570 році, але вже в 1603 році воно знову розпалося на Ангальт-Бернбург, Ангальт-Дессау, Ангальт-Кетен, Ангальт-Цербст (і в 1611 році — Ангальт-Плецкау в результаті розділу князівства Ангальт-Бернбург). В 1665 році Ангальт-Плецкауська князівська лінія отримала у володіння Ангальт-Кетен після згасання лінії місцевих князів. Ангальт-Плецкау в результаті цього одночасно повернувся в склад Ангальт-Бернбурга.
У 1797 році після згасання місцевої правлячої князівської лінії, Ангальт-Цербст був розділений між іншими ангальтскими князями. У 1806 році князь Ангальт-Бернбурга отримав від останнього імператора Священної Римської імперії Франца II право іменуватися герцогом, в 1807 році статус герцогств також отримали від Наполеона Ангальт-Дессау і Ангальт-Кетен, вступивши 18 квітня 1807 року в Рейнський союз. Після закінчення Визвольних війн ці герцогства увійшли до складу Німецького союзу.